# Время (лингвистика)
Вре́мя — грамматическая категория глагола, выражающая отношение времени описываемой в речи ситуации к моменту произнесения высказывания (то есть к моменту речи или отрезку времени, который в языке обозначается словом «сейчас»), который принимается за точку отсчёта (абсолютное время), или отношение времени к другой относительной временной точке отсчёта (относительное время).
Выделяется три основных времени глагола: настоящее, прошедшее и будущее. В разных языках их набор неодинаков. Кроме того, существуют языки, в которых эта грамматическая категория не выделяется.

## Абсолютное время
Выражает, насколько соотносится называемое действие с моментом речи, указывает на то, что действие происходит либо в момент речи, либо предшествует моменту речи, либо следует за ним. Обычно считается, что категория абсолютного времени имеет три основных значения:
1. Настоящее время (презенс) — действие происходит в момент речи, «сейчас» (настоящее актуальное, согласно классификации[1] А. В. Бондарко): Гляжу, как безумный, на чёрную шаль.
2. Прошедшее время (претерит) — действие предшествует моменту речи, то есть ситуация имела место или началась до момента речи, «раньше»: Жил на свете рыцарь бедный.
3. Будущее время (футурум) — действие следует за моментом речи, то есть ситуация должна или может начаться после момента речи, «потом»: Россия вспрянет ото сна.

В современном русском языке у глаголов одно настоящее, одно прошедшее и одно будущее (в будущем и прошедшем употребляемые в совершенном и несовершенном видах глагола, а в настоящем только в несовершенном), но каждая из форм времени имеет целый ряд значений, для каждого из которых в других языках могут быть отдельные видо-временные формы глагола. Так, значению настоящего времени постоянного действия (Он ходит на работу пешком / к 9 утра) в русском языке соответствует простое/неопределённое настоящее время (Present Simple/Indefinite) глаголов действия (He walks to work) в английском языке, тогда как настоящему актуальному и расширенному настоящему соответствует настоящее длительное/продолженное (Present Continuous/Progressive): Он сейчас идёт / ходит на работу к 10 утра. — He is walking to work….

## Таксис (относительное время)
Выражает, насколько соотносится называемое действие не с непосредственно моментом речи, а с другой временной точкой отсчета или с другим названным действием. Соответственно, основными таксисными значениями являются:
- предшествование (Напившись, литераторы немедленно начали икать),
- одновременность (Кругом гудела толпа, обсуждая невиданное происшествие)
- более редкое следование (Придя к Христу, найдет он веру).

Таксис может выражаться особыми грамматическими средствами (например, формами деепричастий, как в приведенных примерах), но во многих языках одни и те же глагольные формы могут употребляться и в абсолютном, и в относительном значении. Так, в русском предложении Она видела, что со мной творится что-то неладное форма творится выражает не абсолютное значение презенса, а таксисное значение одновременности (соответствующая ситуация, безусловно, относится к прошлому, но совпадает по времени с другой прошлой ситуацией, а именно она видела).

## Сочетаемость с частями речи
Показатели времени в большинстве языков присоединяются к формам глагола и образуют глагольную категорию. Это естественно, так как именно глагол обозначает ситуации, обладающие ограниченной длительностью и меняющиеся с течением времени. Существуют, однако, языки, в которых показатели времени (те же, что у глагола, или другие) присоединяются и к существительным — названиям конкретных объектов. В этом случае показатель прошедшего времени обозначает более не существующий объект (например, «разрушенный дом», «покойный вождь»), показатель настоящего времени — актуально существующий объект (например, «нынешний вождь»), а показатель будущего времени — объект, существование которого предполагается в будущем (например, «строящийся дом», «будущий вождь»).

## Сопряжённость с другими категориями
В языках мира показатели времени часто (но не всегда) выражаются совместно с показателями других глагольных категорий, прежде всего, вида (аспекта). Выражение значений аспекта и времени с помощью единого («видо-временного») показателя настолько типично, что в европейской грамматической традиции вплоть до середины XX в. было принято называть «временем» (лат. tempus, фр. temps, англ. tense и т. п.) как значения собственно времени, так и совмещённые с ними значения относительного времени и аспекта; таким образом, к «временам» глагола относились имперфект, плюсквамперфект, аорист и т. п. В действительности эти формы имеют сложную семантику, выражая совокупно временны́е, таксисные и аспектуальные значения. Например:
- имперфект греческого, латинского, романских и др. языков выражает прошедшее время совместно с аспектуальными значениями неограниченной длительности или регулярности;
- аорист («простое», или «нарративное» прошедшее) многих языков мира выражает прошедшее время совместно с аспектуальным значением завершённости или ограниченной длительности;
- плюсквамперфект латинского, романских, германских и др. языков выражает прошедшее время совместно с таксисным значением предшествования.

## Типология временных систем
Глагольные системы языков мира существенно различаются в отношении того, какую роль в них играет грамматическое выражение категории времени. Так, в западноевропейских языках (прежде всего, романских и германских) представлена детализированная система выражения временных и таксисных противопоставлений, требующая практически от каждой глагольной формы обязательного указания на абсолютную или относительную временную отнесённость называемой глаголом ситуации, то есть на место этой ситуации в ряду других и на оси времени.
Далеко не все языки столь последовательны и столь детальны. Во-первых, не все временные противопоставления могут иметь специальное выражение. Это относится, прежде всего, к будущему времени (и к следованию), которое часто выражается временными формами настоящего (или одновременности), либо находит выражение вообще вне категории времени (например, с помощью модальных показателей необходимости или возможности). Во-вторых, грамматическая категория времени в языке может и полностью отсутствовать, и тогда временна́я отнесённость ситуаций определяется из контекста — например, с помощью лексических средств типа наречий «раньше», «вчера», «давно», «потом» и т. п. Языки такого типа в достаточном количестве встречаются в Юго-Восточной Азии и в других ареалах.
С другой стороны, встречаются системы, в которых выражение категории времени усложнено дополнительным грамматическим выражением так называемой временно́й дистанции, то есть более точным указанием на расстояние между описываемой ситуацией и моментном речи. Различаются:
- близкие значения временной дистанции («в течение сегодняшнего дня»; «вчера или завтра»),
- средние значения («в пределах недели или месяца»),
- и отдаленные значения («в пределах года или нескольких лет»; «очень давно, в мифологическое или доисторическое время»).

Самые сложные системы выражения временной дистанции встречаются в языках Тропической Африки, где некоторые из языков банту способны различать до шести значений временной дистанции в рамках прошедшего и до пяти — в рамках будущего времени. Но эта категория свойственна также языкам Северной Америки, Новой Гвинеи и других ареалов.

## В русском языке
М. В. Ломоносов в «Российской грамматике» (1755) насчитывал 10 временных форм глагола (§ 268), рассматривая при этом видовые и некоторые близкие к ним различия как временны́е:
- 1 настоящее: трясу;
- 6 прошлых:
  - прошедшее неопределённое (ср. англ. Past Simple): тряс;
  - прошедшее однократное: тряхнул;
  - давнопрошедшее (ср. плюсквамперфект) первое: тряхивал;
  - давнопрошедшее второе: бывало, тряс;
  - давнопрошедшее третье: бывало, трясывал;
  - прошедшее совершенное (ср. перфект): вытряс;
- 3 будущих:
  - будущее неопределённое (ср. англ. Future simple): буду трясти;
  - будущее однократное: тряхну;
  - будущее совершенное (ср. англ. Future Perfect): вытряхну.

Система времён русского языка М. В. Ломоносова была построена во многом под влиянием европейской научной традиции XVIII века, в основе которой лежало изучение латыни (в системе латинских глагольных времён различались, в частности, основные и относительные времена).
По мере развития российского языкознания количество выделяемых времён уменьшалось, в числе прочего и в результате того, что вид стал рассматриваться как отдельная грамматическая категория. Более того, в середине XIX века К. С. Аксаковым, Н. П. Некрасовым и другими учёными выдвигалась теория об отсутствии категории времени в глагольной системе русского языка. Близкая принятой в современной науке система времён в русском языке, в том числе и история её развития, впервые была описана в исследованиях А. А. Потебни.
Современные исследователи морфологии русского языка отмечают в русском литературном языке три противопоставленные друг другу временных формы: настоящее, прошедшее и будущее. Различают формы настоящего времени (глаголов несовершенного вида), прошедшего времени (глаголов несовершенного и совершенного вида), будущего сложного (глаголов несовершенного вида) и будущего простого (глаголов совершенного вида): делаю, делал, сделал, буду делать и сделаю.

## В других языках

### Языки без категории времени
Существуют языки, в которых, можно сказать, у глагола не существует грамматической категории времени. В таких языках указание на время действия осуществляется с помощью наречий или других слов, наклонений или видов глагола. Примерами таких языков являются бирманский, австралийский язык дирбал:50–53, китайский (большинство разновидностей), малайский и индонезийский, язык майя, гренландский, айнский и гуарани.
Пример из индонезийского языка:
1. Mereka sedang memasak telur untuk sarapan «Они сейчас готовят яйца для завтрака»;
2. Mereka sudah memasak telur untuk sarapan «Они уже приготовили яйца для завтрака» (но буквально: «Они уже готовят яйца для завтрака»).

Предложение осталось почти неизменным, но замена наречия указывает на то, что действие уже завершилось.

### В славянских языках

#### В украинском языке
Различают четыре времени украинского глагола:
1. настоящее время (теперішній час): читає «читаю» (только для глаголов несовершенного вида);
2. прошедшее время (минулий час): читав «читал», читала «читала»;
3. давнопрошедшее время (давноминулий час): читав був, читала була;
4. будущее время (майбутній час): прочитає «прочитаю», буде читати, читатиме «буду читать».

#### В польском языке
Различаются три времени польского глагола: прошедшее (czas przeszły, robiłem), настоящее (czas teraźniejszy, robię) и будущее (czas przyszły; образуется при помощи вспомогательного глагола; при его образовании основной глагол стоит либо в инфинитиве — będę robić, либо в прошедшем времени — będę robił).
Кроме того, в литературе изредка встречается давнопрошедшее время (czas zaprzeszły), используемое для обозначения действия в прошлом, произошедшего ранее другого действия в прошлом.

#### В чешском языке
У чешских глаголов различается три времени: прошедшее, настоящее и будущее. Ранее имелось давнопрошедшее время, которое в современном языке исчезло.

#### В словацком языке
В словацком языке различаются четыре времени: прошедшее, давнопрошедшее время, настоящее и будущее.
Настоящее время образуется прибавлением личных окончаний к основе настоящего времени глагола: в единственном числе — 1-е лицо -m, 2-е лицо -š, 3-е лицо -ø; во множественном числе — 1-е лицо -me, 2-е лицо -te, 3-е лицо -ú / -u, -ia / -a:288.
Прошедшее время образуется сложным образом: его формы состоят из l-причастия и вспомогательного глагола byť в форме настоящего времени. В третьем лице вспомогательный глагол не ставится. Спряжение глагола byť «быть» в прошедшем времени: bol som, bola som, bolo som, boli sme и т. д.
Формы давнопрошедшего времени состоят из l-причастия и вспомогательного глагола byť в форме прошедшего времени. Спряжение глагола urobiť «сделать» в давнопрошедшем времени: bol som urobil, bola som urobila, bolo som urobilo, boli sme urobili и т. д.
Будущее время глаголов совершенного вида (простое) образуется так же, как настоящее: robím «делаю» — urobím «сделаю». Будущее от глаголов несовершенного вида (составное) образуется присоединением к особым формам вспомогательного глагола byť инфинитива основного глагола. Спряжение глагола robiť «делать» в будущем времени:
| Лицо     |             |              |
| Лицо     | Ед. число   | Мн. число    |
| -------- | ----------- | ------------ |
| 1-е лицо | budem robiť | budeme robiť |
| 2-е лицо | budeš robiť | budete robiť |
| 3-е лицо | bude robiť  | budú robiť   |

#### В словенском языке
Система времён в словенском языке состоит из настоящего и будущего времён, перфекта и плюсквамперфекта.
Спряжение глаголов в настоящем времени на примере слов delati «делать», govoriti «говорить», imeti «иметь», jesti «есть», biti «быть» и ne biti «не быть»:
| Лицо и число       | delati | govoriti | imeti | jesti | biti | ne biti |
| ------------------ | ------ | -------- | ----- | ----- | ---- | ------- |
| 1-е лицо ед. числа | délam  | govorím  | imám  | jém   | sèm  | nísem   |
| 2-е лицо ед. числа | délaš  | govoríš  | imáš  | jéš   | sì   | nísi    |
| 3-е лицо ед. числа | déla   | govorí   | imá   | jé    | jè   | ní      |
| 1-е лицо дв. числа | délava | govoríva | imáva | jéva  | svà  | nísva   |
| 2-е лицо дв. числа | délata | govoríta | imáta | jésta | stà  | nísta   |
| 3-е лицо дв. числа | délata | govoríta | imáta | jésta | stà  | nísta   |
| 1-е лицо мн. числа | délamo | govorímo | imámo | jémo  | smò  | nísmo   |
| 2-е лицо мн. числа | délate | govoríte | imáte | jéste | stè  | níste   |
| 3-е лицо мн. числа | délajo | govoríjo | imájo | jedó  | sò   | níso    |

Перфект образуется сложным образом: его формы состоят из l-причастия и вспомогательного глагола biti в форме настоящего времени. Спряжение глагола delati «делать» в перфекте:
| Лицо и число    | Мужской род | Женский род | Средний род |
| --------------- | ----------- | ----------- | ----------- |
| 1-е лицо ед. ч. | sem delal   | sem delala  | *sem delalo |
| 2-е лицо ед. ч. | si delal    | si delala   | *si delalo  |
| 3-е лицо ед. ч. | je delal    | je delala   | je delalo   |
| 1-е лицо дв. ч. | sva delala  | sva delali  | *sva delali |
| 2-е лицо дв. ч. | sta delala  | sta delali  | *sta delali |
| 3-е лицо дв. ч. | sta delala  | sta delali  | sta delali  |
| 1-е лицо мн. ч. | smo delali  | smo delale  | *smo delala |
| 2-е лицо мн. ч. | ste delali  | ste delale  | *ste delala |
| 3-е лицо мн. ч. | so delali   | so delale   | so delala   |

Формы плюсквамперфекта состоят из l-причастия и вспомогательного глагола biti в форме перфекта:
| Лицо и число    | Мужской род     | Женский род     | Средний род      |
| --------------- | --------------- | --------------- | ---------------- |
| 1-е лицо ед. ч. | sem bil delal   | sem bila delala | *sem bilo delalo |
| 2-е лицо ед. ч. | si bil delal    | si bila delala  | *si bilo delalo  |
| 3-е лицо ед. ч. | je bil delal    | je bila delala  | je bilo delalo   |
| 1-е лицо дв. ч. | sva bila delala | sva bili delali | *sva bili delali |
| 2-е лицо дв. ч. | sta bila delala | sta bili delali | *sta bili delali |
| 3-е лицо дв. ч. | sta bila delala | sta bili delali | sta bili delali  |
| 1-е лицо мн. ч. | smo bili delali | smo bile delale | *smo bila delala |
| 2-е лицо мн. ч. | ste bili delali | ste bile delale | *ste bila delala |
| 3-е лицо мн. ч. | so bili delali  | so bile delale  | so bila delala   |

Будущее от глаголов как совершенного, так и несовершенного вида образуется присоединением к особым формам вспомогательного глагола biti l-причастия основного глагола:
| Лицо и число    | Мужской род  | Женский род  | Средний род   |
| --------------- | ------------ | ------------ | ------------- |
| 1-е лицо ед. ч. | bom delal    | bom delala   | *bom delalo   |
| 2-е лицо ед. ч. | boš delal    | boš delala   | *boš delalo   |
| 3-е лицо ед. ч. | bo delal     | bo delala    | bo delalo     |
| 1-е лицо дв. ч. | bova delala  | bova delali  | *bova delali  |
| 2-е лицо дв. ч. | bosta delala | bosta delali | *bosta delali |
| 3-е лицо дв. ч. | bosta delala | bosta delali | bosta delali  |
| 1-е лицо мн. ч. | bomo delali  | bomo delale  | *bomo delala  |
| 2-е лицо мн. ч. | boste delali | boste delale | *boste delala |
| 3-е лицо мн. ч. | bodo delali  | bodo delale  | bodo delala   |

### В германских языках

#### В английском языке
В английском языке глаголы имеют 12 времён (tenses); они показывают, когда происходило действие (time) и как оно происходило (aspect).
В каждом из настоящего, прошедшего, будущего и будущего в прошедшем времен есть 4 аспекта: простой / общий / обобщенный / неопределённый (simple), длительный / продолженный (continuous), совершенный / законченный (perfect) и совершенный длительный (perfect continuous).
|                    | Past (прошедшее) | Present (настоящее) | Future (будущее) |
| ------------------ | --- | --- | --- |
| Simple             | She walked yesterday. Она гуляла вчера. | She walks every afternoon. Она гуляет каждый день после полудня.                                                                     | She will walk at 2 PM. Она пойдет гулять в 14 часов. |
| Continuous         | She was walking when he called her. Она гуляла, когда он ей позвонил.                                                                       | She is walking and cannot answer the call. Она гуляет и не может ответить на звонок.                                                 | She will be walking during this meeting. Она будет гулять во время этой встречи.                                                                             |
| Perfect            | She had walked 3 kilometers when he called. Она прошла 3 километра к тому моменту, когда он позвонил.                                       | She has walked her daily distance, so she can relax now. Она прошла свою дневную норму по расстоянию, так что теперь может отдыхать. | She will have walked 3 kilometers when someone will notice her absence. Она пройдет 3 километра к тому моменту, когда кто-нибудь заметит ее отсутствие.      |
| Perfect Continuous | She had been walking for more than 2 hours when the news came. К тому моменту, когда появились новости, она гуляла (уже) больше двух часов. | She has been walking for 10 hours already. Can somebody call her? Она гуляет уже 10 часов. Кто-нибудь может ей позвонить?            | She will have been walking for 2 hours when she’ll learn about the changes. Когда она узнает про изменения, она будет гулять на протяжении (уже) двух часов. |

#### В немецком языке
У немецкого глагола 6 времён, среди которых нет длительных (продолженных).
Перфект настоящего времени образуется при помощи глагола-связки haben «иметь» или sein «быть» (в основном, для глаголов, предполагающих изменение состояние) в нужном спряжении и краткого причастия (Partizip II); чтобы рассказать о событиях прошлого в устной разговорной речи, чаще всего используют именно это время.
Претерит образуется добавлением суффикса -te у слабых глаголов и с помощью чередования по аблауту у сильных и спряжением этой формы.
Как и в английском языке, в немецком есть предпрошедшее время (плюсквамперфект, или Plusquamperfekt), которое, как и past perfect, служит для согласования времен и чтобы показать, какое из двух прошлых действий произошло раньше.
Будущее время может выражаться с помощью настоящего времени (когда речь идёт о событиях, которые точно произойдут) либо при помощи глагола werden «становиться» и инфинитива основного глагола. Время Futurum II («Будущее второе») означает предшествование одного действия другому в будущем и образуется при помощи глагола werden, формы Partizip II основного глагола и глагола haben.

### В романских языках

#### В испанском языке
Испанский язык отличается большим количеством времён глагола.
Изъявительное наклонение:
1. Presente de indicativo
2. Pretérito indefinido
3. Pretérito imperfecto
4. Pretérito perfecto
5. Pretérito pluscuamperfecto
6. Pretérito anterior
7. Futuro de indicativo
8. Futuro perfecto de indicativo

Сослагательное наклонение:
1. Condicional
2. Condicional compuesto

Субъективное наклонение:
1. Presente de subjuntivo
2. Pretérito de subjuntivo
3. Pretérito perfecto de subjuntivo
4. Pretérito pluscuamperfecto de subjuntivo
5. Futuro de subjuntivo
6. Futuro perfecto de subjuntivo

#### В итальянском языке
Изъявительное наклонение итальянского языка (indicativo) включает в себя 8 времён:
- Presente (настоящее);
- Imperfetto (прошедшее незаконченное);
- Passato prossimo (прошедшее ближайшее законченное);
- Trapassato prossimo (предпрошедшее законченное);
- Passato remoto (прошедшее давнее законченное);
- Trapassato remoto (предпрошедшее давнее законченное);
- Futuro semplice (будущее простое);
- Futuro anteriore (будущее предшествующее).

В систему субъективного наклонения (congiuntivo) входят 4 времени: два простых — presente и imperfetto, два сложных — passato prossimo и trapassato prossimo.
Сослагательное наклонение (condizionale) в итальянском языке имеет две формы — presente (настоящее) и passato (прошедшее).
Времена глаголов в итальянском языке делятся на «простые» и «сложные». «Простые» формируются путем добавления окончаний. «Сложные» образуются с помощью вспомогательного глагола (avere или essere) + причастие прошедшего времени (participio passato).

#### Во французском языке
Во французском языке 8 времён глагола в изъявительном наклонении, из которых одно настоящее, пять прошедших и два будущих. Кроме этого, есть 2 времени в сослагательном наклонении и 4 в субъективном, из которых одно настоящее и три прошедших. Все времена можно поделить на:
- Абсолютные времена — отражают время какого-либо события по отношению к моменту речи. К абсолютным временам изъявительного наклонения относятся: Présent, Passé simple, Passé composé, Futur simple.
- Вспомогательные времена — отражают время какого-либо события по отношению к прошедшему или будущему. К ним относятся: Imparfait, Plus-que-parfait, Passé antérieur, Futur antérieur.

### В финно-угорских языках
В финском, вепсском и хантыйском языках система времён в общем случае представляет собой двухчленную оппозицию по типу «прошедшее/непрошедшее». У венгерского глагола-связки van (с венг. — «быть») есть также отдельная форма и для будущего времени; кроме того, в венгерском языке возможно образовать будущее время при помощи вспомогательного глагола fog.
В современном коми языке Е. А. Цыпанов выделяет 11 грамматических времён: настоящее, 2 будущих и 8 прошедших.

### В греческом языке
В новогреческом языке 8 времён глагола: одно настоящее, 4 прошедших (аористос, парататикос, паракименос, иперсинделикос) и 3 будущих (меллондас аплос, меллондас эксаколуфитикос и меллондас синделезменос).

### В китайском языке
Китайский язык можно отнести к языкам, в которых у глагола нет грамматической категории времени. Показать время в нём можно через контекст и указание на то, когда будет происходить действие. Для указание на прошлое в путунхуа используется частица 了 le.

### В тюркских языках

#### Турецкий
В изъявительном наклонении турецкого языка имеется 5 простых форм времени:
- Настоящее (текущее) время (Şimdiki zaman),
- Настоящее-будущее (неопределённое) время (Geniş zaman),
- Будущее (категорическое) время (Gelecek zaman),
- Прошедшее неочевидное время (субъективное) (Belirsiz geçmiş zaman),
- Прошедшее категорическое (совершённое) время (Belirli geçmiş zaman).

Кроме того, в этом наклонении имеется ещё 7 сложных форм времени:
- Прошедшее несовершённое время (определённый имперфект, Şimdiki zamanın hikâyesi),
- Преждепрошедшее первое время (Belirsiz geçmiş zamanın hikâyesi),
- Преждепрошедшее второе время (Belirli geçmiş zamanın hikâyesi),
- Прошедшее неопределённое время (неопределённый имперфект, Geniş zamanın hikâyesi),
- Будущее-прошедшее время (Gelecek zamanın hikâyesi),
- Настоящее длительное время (Sürekli şimdiki zaman),
- Прошедшее длительное время (Sürekli şimdiki zamanın hikâyesi).

В остальных наклонениях имеется по одному прошедшему и будущему времени.

### В балтийских языках

#### В латышском языке
Различаются шесть времён латышского глагола: прошедшее простое, прошедшее сложное, настоящее простое, настоящее сложное, будущее простое и будущее сложное. Настоящее сложное выражает действие, результат которого сохраняется к моменту речи. Прошедшее сложное используется для обозначения действия, которое завершилось раньше другого действия в прошлом. Будущее сложное обозначает действие, которое закончится до другого действия в будущем.

#### В литовском языке
В литовском языке различаются четыре времени: прошедшее однократное (būtàsis kartìnis laĩkas), прошедшее многократное (būtàsis dažnìnis laĩkas), настоящее (esamàsis laĩkas) и будущее (būsimàsis laĩkas).